# اگ‌ناگ

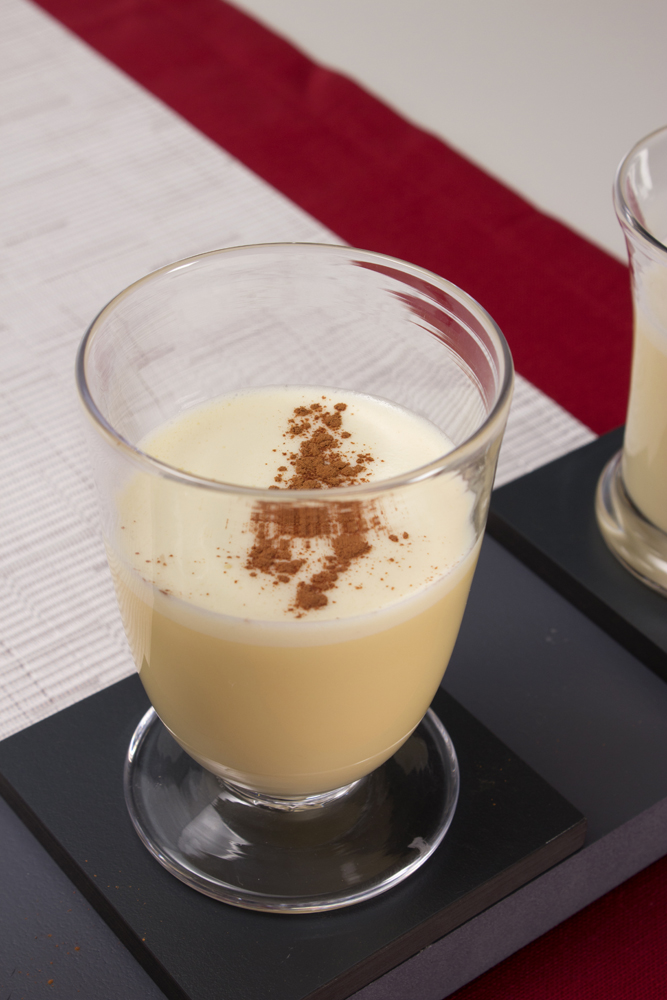
اگ ناگ با جوز هندی

اِگ‌ناگ (انگلیسی: eggnog; ‎/ˈɛɡˌnɒɡ/‎) گونه‌ای نوشیدنی شیری است که طعم شیرین دارد. برای تهیهٔ اگ‌ناگ شیر یا خامه ،شکر و تخم مرغ (که بافتی کف آلود به نوشیدنی می‌دهد) را با هم مخلوط کرده و در نهایت نوشیدنی‌های تقطیری مانند براندی، رام (نوعی مشروب که از نیشکر به‌دست می‌آید) یا ویسکی بوربن را به آن اضافه می‌کنند. در هنگام سرو کردن این نوشیدنی خوش طعم آن را با دارچین یا جوز هندی تزیین می‌کنند. اگ‌ناگ را ممکن است به عنوان چاشنی در کنار غذا یا نوشیدنی‌هایی مثل قهوه و چای قرار دهند.
اگ‌ناگ در مراسم‌هایی مانند کریسمس و روز شکرگزاری در سراسر آمریکا و کانادا مصرف می‌شود.